# Bos primigenius africanus
El uro africano (Bos primigenius africanus) es una subespecie extinta de mamífero artiodáctilo perteneciente a la especie Bos primigenius, una de las que componen el género Bos, de la subfamilia Bovinae.     
Era un bovino de gran tamaño, nativo del norte de África, el cual, por domesticación, mantiene parte de su caudal genético en algunas razas no-cebuinas de ganado doméstico africano actual. A partir del primer milenio antes de Cristo se tiene constancia de que desde el Magreb, ya domesticado, fue introducido en la península ibérica a través del estrecho de Gibraltar, por lo que tal vez también haya contribuido genéticamente con algunas de las razas de ganado bovino peninsulares. El taxón silvestre se extinguió antes de la Edad Media. Ya antes de la época romana, se había extinguido en las zonas más urbanizadas de las costas del Mediterráneo africano. Desapareció paulatinamente, debido a la caza, y el retroceso de los bosques en que vivía causado por los incendios y la tala para destinarlos a la agricultura, y al pastoreo de ganado doméstico.

## Generalidades
Tres subespecies silvestres se han reconocido para el uro. El uro africano habitaba en los bosques y matorrales del norte de África. Descendía de poblaciones de uros que habitaban en el Medio Oriente, las cuales tenían el Haplotipo mitocondrial "T", "Haplotipo sexual masculino Y2", y que son las responsables de la mayor parte del caudal genético del ganado doméstico europeo actual. El uro africano diverge genéticamente de los uros que habitaron en el Cercano Oriente hace unos 25 000 años, por lo que evolucionó por separado durante 15 000 años hasta que algunos ejemplares fueron domesticados. Algunos ejemplares silvestres fueron domesticados hace 9000 años atrás, los cuales dieron como resultado las razas no-cebuinas de ganado doméstico africano actual.
Posiblemente entre sus predadores se destacaban el león (Panthera leo), el leopardo (Panthera pardus), el lobo (Canis lupus), y el oso pardo del Atlas (Ursus arctos crowtheri). 

## Características
Las pocas referencias Romanas y Griegas lo describen como un animal fuerte y veloz, de ojos azulados, capa rojiza, y de comportamiento feroz, no dudando en atacar a las personas y animales que se le aproximasen. 

## Relaciones taxonómicas
Los uros del norte de África eran morfológicamente muy similares a la subespecie de Eurasia, por lo tanto, este taxón se sustenta especialmente en un sentido biogeográfico. No hay evidencia de que fuese genéticamente muy distinto; pero posiblemente, el taxón africano tenía como principal característica distintiva el poseer el dorso en forma de silla de montar, según se desprende de las representaciones.